# NTP pool
NTP pool是一个通过收集世界各地志愿提供的服务器，使用NTP为世界各地提供高准确度时间的项目。

## 概要
项目通过网址“pool.ntp.org”基于地理分区划分为多个子域名作为服务提供池，并在这些池子域名使用DNS轮循来提供所需的服务器IP地址来给客户端使用。除此之外，也会通过IP地理识别来分配相应地区的服务器。
直到2016年11月，项目已经拥有存活的IPv4服务器大约2800台、IPv6服务器1050台。由于项目的审核权下放，具体服务器数量无法完全统计，但根据网站数据显示，项目能提供为五百万至一千五百万个系统提供授时服务。由于服务需求不断增加，项目一直招募更多的服务器加入，因为如果服务池内的服务器越多，每台服务器能摊分到更少的服务时间从而降低服务器负载压力。
加入该项目需要一个静态对外服务IP和宽带接入线路，和需要上游授时源用于准确授时，例如其他NTP服务器、DCF77授时接收器、WWVB授时接收器、GPS授时接收器等。
该项目最早由Adrian von Bidder在2003年1月于comp.protocols.time.ntp讨论频道提及公共一级NTP授时服务器被滥用的问题而设立。现在这套系统自2005年7月由Ask Bjørn Hansen设计和维护。